# Nationale Versuchsanlage für Verkehrstechniken
Die Nationale Versuchsanlage für Verkehrstechniken war eine geplante Versuchsanlage für Rad-Schiene- und Magnetbahn-Systeme, die in den 1970er Jahren zwischen Dillingen und Donauwörth errichtet werden sollte.
Neben den an der Rad-Schiene-Forschung beteiligten Industrieunternehmen und dem Rollprüfstand im Bundesbahn-Ausbesserungswerk München-Freimann war die geplante Versuchsanlage eine von drei geplanten Säulen für die Rad-Schiene- und Magnetbahnforschung in Deutschland in den 1970er Jahren. Sie scheiterte letztlich am Widerstand in der Bevölkerung.

## Geschichte
Bei einem Besuch des Transrapid bei Krauss-Maffei in München kündigte im Herbst 1971 Bundesverkehrsminister Georg Leber die Einrichtung einer Versuchsanlage im Donauried an. Die 60 km lange Versuchsstrecke sollte die erste ihrer Art in Europa werden und etwas mehr als 100 Millionen D-Mark kosten. Die endgültige Entscheidung sollte noch im gleichen Jahr fallen, die Mittel seien bereits bereitgestellt gewesen. Die Inbetriebnahme sollte möglichst noch 1973 erfolgen, zwischen 1974 und 1976 anschließend Transrapid-Fahrzeuge im Dauerbetrieb darauf verkehren.
Ein zuvor durch Leber vorgeschlagener Standort der Versuchsanlage im Westerwald, zwischen Frankfurt am Main und Bonn war aufgrund geländebedingt hoher Kosten von rund 400 Millionen D-Mark verworfen worden. Leber hatte den Westerwald-Standort aufgrund der Nähe zu Bonn sowie der Möglichkeit, die Versuchsstrecke in eine mögliche endgültige Trasse einzubeziehen, vorgeschlagen.
Mit der Einrichtung eines Baustabes begannen 1972 die Vorarbeiten. Am 9. November 1973 behandelte der Bundesrat den „Entwurf eines Gesetzes über den Bau und den Betrieb von Versuchsanlagen für den spurgeführten Verkehr“. Es trat letztlich am 4. Februar 1976 in Kraft. Laut dem Gesetz sollte die Bundesrepublik die Versuchsanlage als Bundeseisenbahnanlage errichten, jedoch nicht als Bestandteil des Bundeseisenbahnvermögens. Für die Anlage sollte ein Planfeststellungsverfahren durchgeführt werden.
Das von Bundesverkehrs- und -forschungsministerium geplante Vorhaben stieß auf erbitterten Widerstand im Donauried. Ab Mitte der 1970er Jahre war das Scheitern des Vorhabens absehbar, es wurde 1977 aufgegeben.
Mit dem Wegfall der Versuchsanlage blieb die Forschung im Rad-Schiene-Systeme in Deutschland in den 1970er Jahren weitgehend auf theoretische Forschungsergebnisse beschränkt. Als Teststrecke für die Magnetbahn wurde zwischen 1980 und 1987 die Transrapid-Versuchsanlage Emsland gebaut. Für Rad-Schiene-Versuche, insbesondere Hochgeschwindigkeitsfahrten, wurde zunächst der Abschnitt Gütersloh–Hamm der Bahnstrecke Hamm–Minden hergerichtet. Ab 1986 wurden diese Versuchsfahrten auf einen neu fertiggestellten Teilabschnitt der Schnellfahrstrecke Hannover–Würzburg verlagert.
Die ab Ende 1978 entwickelte Planung für eine Eisenbahnversuchsanlage Rheine–Freren (22,7 km für bis zu 350 km/h) wurden nach vertiefter Planung ebenfalls aufgegeben.